# Lignerolle
Lignerolle je obec na západě Švýcarska v kantonu Vaud. Žije zde 419 obyvatel.

## Geografie

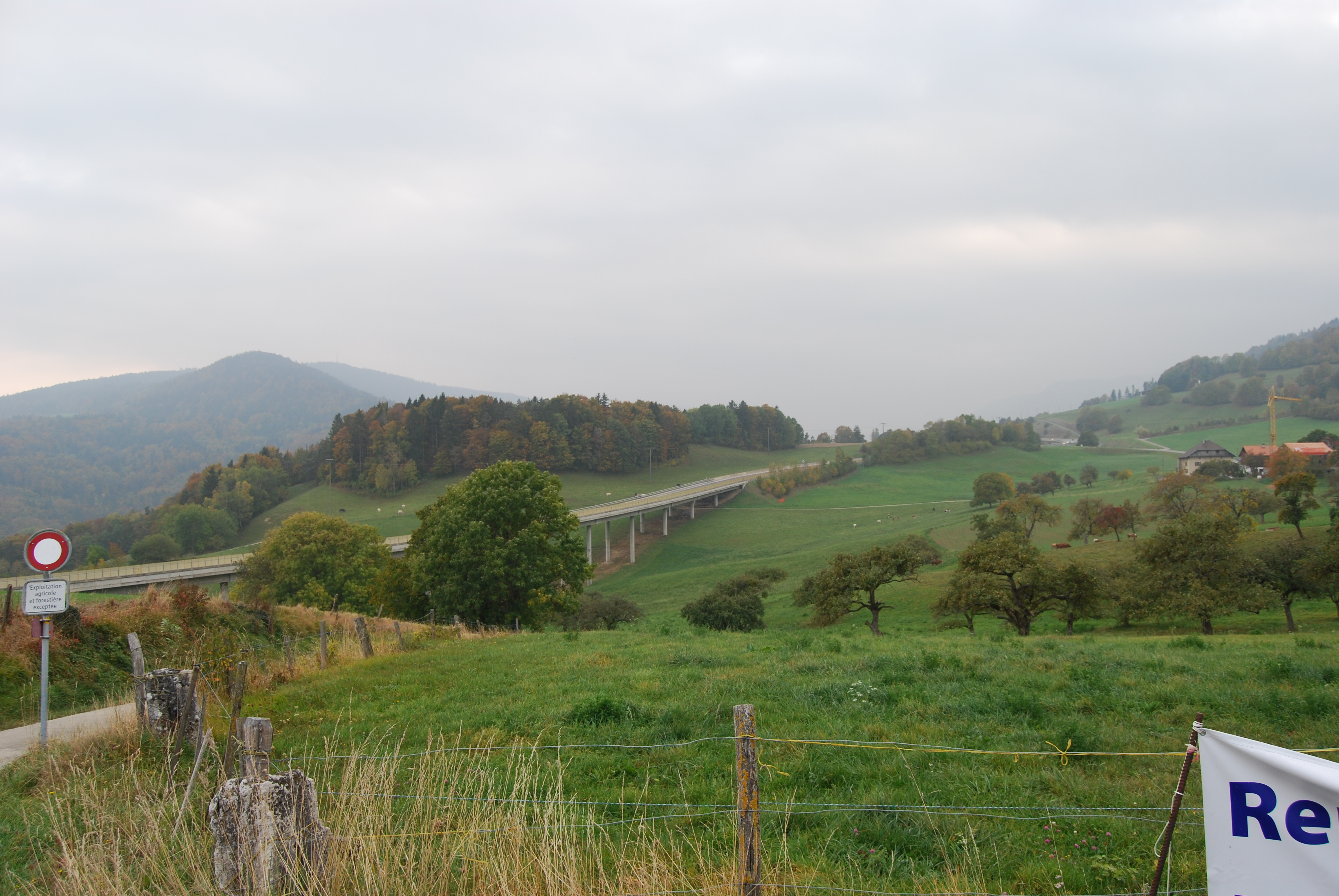
Krajina v okolí obce

Lignerolle leží v nadmořské výšce 760 m, vzdušnou čarou 14 km jihozápadně od okresního města Yverdon-les-Bains. Zemědělská obec se nachází na jižním svahu masivu Suchet v kotlině severně od údolí řeky Orbe.
Území obce o rozloze 10,6 km² pokrývá část pohoří Vaudský Jura. Území obce se táhne od úpatí Jury na severozápad přes hustě zalesněný sráz rozdělený dvěma údolími (Les Fourmillières a Montoulevet) k antiklinále Suchet. Nejvyšší bod Lignerolle se nachází v lokalitě Bel Coster ve výšce 1415 m n. m. Zde se nacházejí rozsáhlé jurské vysokohorské pastviny s typickými mohutnými smrky, které zde stojí buď jednotlivě, nebo ve skupinách. Na jihozápadě oblast zasahuje až k toku řeky Orbe, která zde protéká v hluboce zaříznutém údolí. V roce 1997 byla 4 % území obce pokryta zastavěnou plochou, 47 % lesy a lesními porosty a 49 % zemědělstvím.
K obci Lignerolle patří zemědělská osada La Bessonne (1090 m n. m.) na jižním svahu Suchet-Antiklinale a několik samostatných farem. Sousedními obcemi jsou Ballaigues, Les Clées a L’Abergement v kantonu Vaud, stejně jako Jougne v sousední Francii.

## Historie
První písemná zmínka o obci pochází z roku 1165 a nese název Lineroles. Později se objevily názvy Lineroules (1228) a Lignerolles (1867). Název místa lze odvodit od latinského slova linum (len). Lignerolle patří od středověku k panství Les Clées. Od něj se oddělilo v roce 1302 a spolu se sousední vesnicí Ballaigues vytvořilo vlastní malé panství. Obec se těšila prosperitě díky své poloze na obchodní cestě přes průsmyk Jougne. Po dobytí Vaudu Bernem v roce 1536 se vesnice stala součástí panství Yverdon. Po pádu Staré konfederace patřilo Lignerolle v letech 1798–1803 během helvétského období ke kantonu Léman, který byl poté po vstupu v platnost Ústavy o zprostředkování sloučen s kantonem Vaud. V roce 1798 bylo přiřazeno k okresu Orbe.
Opevnění Lignerolle bylo stavělo od července 1938. Tvořilo druhou obrannou linii na útočné ose vedoucí přes silnici z Jougne. Opevnění se skládalo z 15 bunkrů a asi 20 protitankových zátarasů a protitankových překážek.

## Obyvatelstvo

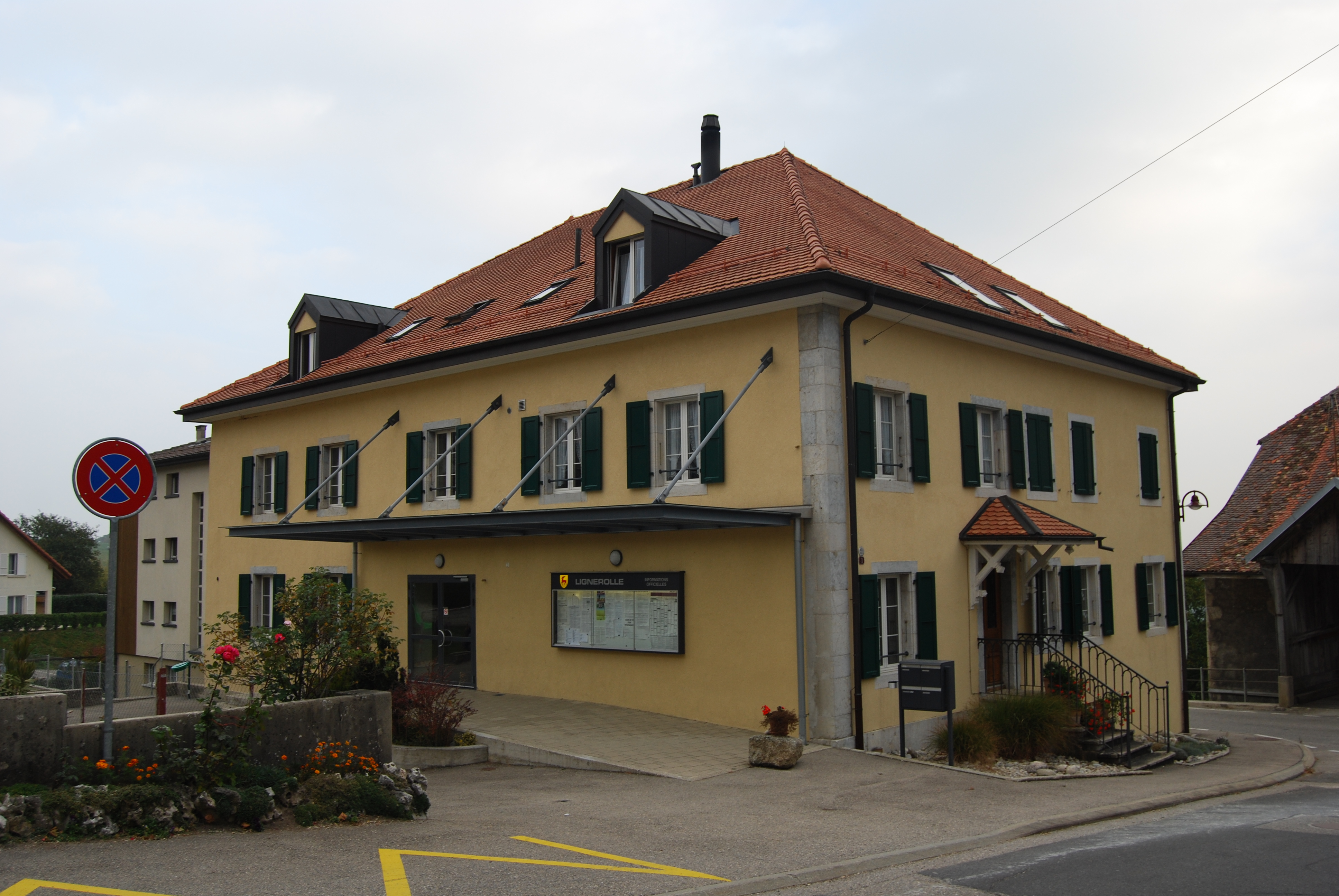
Obecní úřad

Z celkového počtu obyvatel je 94,6 % francouzsky mluvících, 3,0 % německy mluvících a 0,9 % italsky mluvících (stav v roce 2000). V roce 1900 žilo v Lignerolle celkem 308 obyvatel. Poté se pohyboval kolem 300 obyvatel a v roce 1980 klesl na 262. Od té doby je patrný výrazný nárůst počtu obyvatel.

## Hospodářství
Až do poloviny 20. století bylo Lignerolle vesnicí, která se vyznačovala především zemědělstvím. Úrodná půda na úpatí Jury je využívána především jako orná půda, v blízkosti obce se nachází několik sadů ovocných stromů, zatímco na jurských výšinách převažuje chov dobytka, zejména dojnic. Jsou zde také pracovní místa v dřevozpracujícím průmyslu a v malých místních podnicích. V posledních desetiletích se Lignerolle rozvíjí jako rezidenční obec. Mnoho pracujících proto dojíždí za prací do Orbe nebo Yverdonu.

## Doprava
Obec má dobré dopravní spojení. Nachází se na hlavní silnici z Orbe do Vallorbe nebo přes průsmyk Jougne do Pontarlier ve Francii. Od roku 1989, kdy byla otevřena dálnice A9, je centru Lignerolle odlehčeno od tranzitní dopravy. Pod obcí vede dálnice A9 s několika viadukty podél severního svahu údolí Orbe. Lignerolle je napojeno na síť veřejné dopravy prostřednictvím linky Postbusu, která jezdí z Orbe do Vallorbe.